# Епархия Лерибе
Епархия Лерибе (лат. Dioecesis Leribensis) — епархия Римско-Католической церкви с центром в городе Хлоце, Лесото. В юрисдикцию епархии Лерибе входит районы Бута-Буте и Лерибе. Епархия Лерибе входит в митрополию Масеру. Кафедральным собором епархии Лерибе является церковь святого Иосифа.

## История
11 декабря 1952 года Римский папа Пий XII выпустил буллу Quod solet, которой учредил епархию Лерибе, выделив её из архиепархии Масеру.

## Ординарии епархии
- епископ Emanuel Mabathoama (11.12.1952 — 3.01.1961) — назначен архиепископом Масеру;
- епископ Ignatius Phakoe (3.01.1961 — 18.06.1968);
- епископ Paul Khoarai (7.03.1970 — 30.06.2009);
- епископ Augustinus Tumaole Bane (30.06.2009 — по настоящее время).

## Источник
- Annuario Pontificio, Libreria Editrice Vaticana, Città del Vaticano, 2003, ISBN 88-209-7422-3
- Булла Quod solet, AAS 45 (1953), стр. 264  (лат.)